# Castel di Pietra
Castel di Pietra (également connu sous le nom de Castello della Pietra) est situé à l'extrémité nord-est de la commune de Gavorrano, au sommet d'une butte dans la zone sud des collines métallifères de Grosseto.

## Description
Castel di Pietra se compose des ruines de la tour originale datant du XIe siècle et du donjon composé du bâtiment seigneurial et d'une autre tour, tous deux construits entre les XIIe siècle et XIIIe siècle ; les murs sont entièrement recouverts de pierre. Des restes de murs d'autres bâtiments sont visibles autour du château.
Le château relève de la compétence du Parc technologique et archéologique des collines métallifères de Grosseto.